# Lekkoatletyka na Letnich Igrzyskach Olimpijskich 1972 – bieg na 200 m mężczyzn
Bieg na 200 metrów mężczyzn podczas XX Letnich Igrzysk Olimpijskich w Monachium rozegrano 3 (eliminacje i ćwierćfinały) i 4 września 1972 (półfinały i finał) na Stadionie Olimpijskim. Zwycięzcą został reprezentant Związku Radzieckiego Wałerij Borzow, który na tych igrzyskach zwyciężył również w biegu na 100 metrów.

## Rekordy

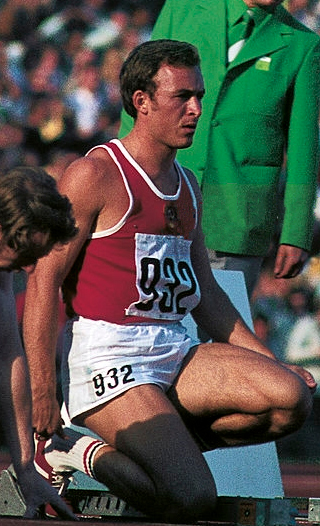
Wałerij Borzow

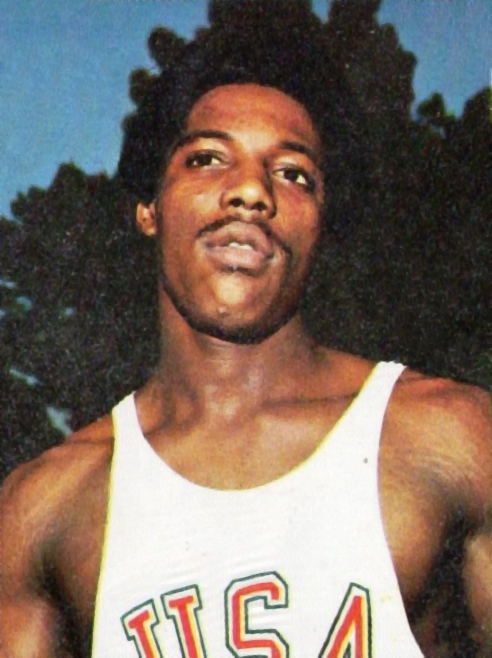
Larry Black

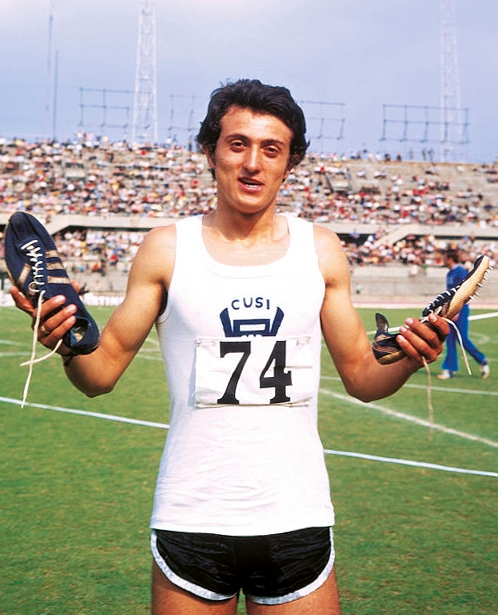
Pietro Mennea

|                   | Zawodnik     | Narodowość        | Czas  | Data                      | Miejsce |
| ----------------- | ------------ | ----------------- | ----- | ------------------------- | ------- |
| Rekord świata     | Tommie Smith | Stany Zjednoczone | 19,83 | 16 października 1968(dts) | Meksyk  |
| Rekord olimpijski | Tommie Smith | Stany Zjednoczone | 19,83 | 16 października 1968(dts) | Meksyk  |

## Wyniki
| Poz. - pozycja |
| – rekord świata \| – rekord krajowy \| – rekord życiowy \| = – wyrównany rekord życiowy \| · – najlepszy wynik w sezonie \| = – wyrównany najlepszy wynik w sezonie \| – rekord olimpijski |
| Fn – falstart \| DNF – nie ukończył \| DNS – nie wystartował \| DSQ – zdyskwalifikowany |

### Eliminacje
Rozegrano dziewięć biegów eliminacyjnych. Do ćwierćfinałów awansowało po czterech najlepszych zawodników z każdego biegu (Q) oraz czterech z najlepszymi czasami spośród pozostałych (q).

#### Bieg 1
Wiatr: +1,4 m/s
| Poz. | Zawodnik          | Narodowość     | Rezultat | Uwagi |
| ---- | ----------------- | -------------- | -------- | ----- |
| 1    | Siegfried Schenke | NRD            | 20,66    | Q     |
| 2    | Bruno Cherrier    | Francja        | 20,79    | Q     |
| 3    | Jiří Kynos        | Czechosłowacja | 20,95    | Q     |
| 4    | Audun Garshol     | Norwegia       | 21,16    | Q,    |
| 5    | Pasqualino Abeti  | Włochy         | 21,17    | q     |
| 6    | Solomon Belaye    | Etiopia        | 21,73    |       |
| –    | Zenon Nowosz      | Polska         | DNS      |       |

#### Bieg 2
Wiatr: –0,8 m/s
| Poz. | Zawodnik           | Narodowość               | Rezultat | Uwagi |
| ---- | ------------------ | ------------------------ | -------- | ----- |
| 1    | Don Quarrie        | Jamajka                  | 21,04    | Q     |
| 2    | Martin Jellinghaus | RFN                      | 21,10    | Q     |
| 3    | Andrés Calonge     | Argentyna                | 21,39    | Q     |
| 4    | Ladislav Kříž      | Czechosłowacja           | 21,58    | Q     |
| 5    | Mike Sands         | Bahamy                   | 21,61    | q     |
| 6    | Yeo Kian Chye      | Singapur                 | 21,89    |       |
| –    | Amadou Meïté       | Wybrzeże Kości Słoniowej | DNS      |       |
| –    | Rodolfo Rieder     | Paragwaj                 | DNS      |       |

#### Bieg 3
Wiatr: +1,8 m/s
| Poz. | Zawodnik              | Narodowość        | Rezultat | Uwagi |
| ---- | --------------------- | ----------------- | -------- | ----- |
| 1    | Wałerij Borzow        | ZSRR              | 20,64    | Q     |
| 2    | Edwin Roberts         | Trynidad i Tobago | 20,95    | Q     |
| 3    | Richard Hardware      | Jamajka           | 21,09    | Q     |
| 4    | Motsapi Moorosi       | Lesotho           | 21,15    | Q     |
| 5    | Su Wen-ho             | Tajwan            | 21,55    | q     |
| 6    | Jean-Pierre Bassegela | Kongo             | 21,72    |       |
| 7    | Hamad Ndee            | Tanzania          | 21,74    |       |

#### Bieg 4
Wiatr: +2,7 m/s
| Poz. | Zawodnik           | Narodowość         | Rezultat | Uwagi |
| ---- | ------------------ | ------------------ | -------- | ----- |
| 1    | Pietro Mennea      | Włochy             | 20,53 w  | Q     |
| 2    | Markku Juhola      | Finlandia          | 20,98 w  | Q     |
| 3    | Ainsley Armstrong  | Trynidad i Tobago  | 21,12 w  | Q     |
| 4    | Guillermo González | Portoryko          | 21,22 w  | Q     |
| 5    | Sammy Monsels      | Gujana Holenderska | 21,26 w  | q     |
| 6    | Gaston Malam       | Kamerun            | 21,71 w  |       |
| 7    | Gary Georges       | Haiti              | 22,97 w  |       |

#### Bieg 5
Wiatr: +1,2 m/s
| Poz. | Zawodnik             | Narodowość        | Rezultat | Uwagi |
| ---- | -------------------- | ----------------- | -------- | ----- |
| 1    | Larry Black          | Stany Zjednoczone | 20,79    | Q     |
| 2    | René Metz            | Francja           | 21,08    | Q     |
| 3    | Brian Green          | Wielka Brytania   | 21,26    | Q     |
| 4    | Omar Chokhmane       | Maroko            | 21,29    | Q     |
| 5    | Luís da Silva        | Brazylia          | 21,81    |       |
| 6    | Eston Kaonga         | Malawi            | 22,18    |       |
| –    | Benedict Majekodunmi | Nigeria           | DNS      |       |

#### Bieg 6
Wiatr: –1,4 m/s
| Poz. | Zawodnik                    | Narodowość        | Rezultat | Uwagi |
| ---- | --------------------------- | ----------------- | -------- | ----- |
| 1    | Chuck Smith                 | Stany Zjednoczone | 20,79    | Q     |
| 2    | Uładzimir Ławiecki          | ZSRR              | 20,99    | Q     |
| 3    | Sunil Gunawardene           | Cejlon            | 21,80    | Q     |
| 4    | Trevor James                | Trynidad i Tobago | 21,83    | Q     |
| 5    | Zain-ud-Din bin Abdul Wahab | Malezja           | 21,87    |       |
| 6    | Dominic Saidu               | Liberia           | 22,48    |       |
| 7    | Said Khalil Al-Dosari       | Arabia Saudyjska  | 22,56    |       |
| –    | Jean-Louis Ravelomanantsoa  | Madagaskar        | DNS      |       |

#### Bieg 7
Wiatr: 0,0 m/s
| Poz. | Zawodnik                 | Narodowość        | Rezultat | Uwagi |
| ---- | ------------------------ | ----------------- | -------- | ----- |
| 1    | Jaroslav Matoušek        | Czechosłowacja    | 20,70    | Q     |
| 2    | Francisco García         | Hiszpania         | 20,89    | Q     |
| 3    | George Daniels           | Ghana             | 21,05    | Q     |
| 4    | Jimmy Sierra             | Kolumbia          | 21,10    | Q     |
| 5    | Kevin Johnson            | Bahamy            | 21,70    |       |
| 6    | Ibrahim Saad Abdel Galil | Sudan             | 22,41    |       |
| –    | Abdul Aziz Abdul Kareem  | Kuwejt            | DNS      |       |
| –    | Samphon Mao              | Republika Khmerów | DNS      |       |

#### Bieg 8
Wiatr: +0,7 m/s
| Poz. | Zawodnik          | Narodowość | Rezultat | Uwagi |
| ---- | ----------------- | ---------- | -------- | ----- |
| 1    | Manfred Ommer     | RFN        | 20,80    | Q     |
| 2    | Hans-Joachim Zenk | NRD        | 20,93    | Q     |
| 3    | James Addy        | Ghana      | 21,06    | Q     |
| 4    | Dan Amuke         | Kenia      | 21,53    | Q     |
| 5    | Nusrat Iqbal Sahi | Pakistan   | 22,07    |       |
| –    | Saleh Alah-Djaba  | Czad       | DNF      |       |
| –    | Charlie Francis   | Kanada     | DNS      |       |

#### Bieg 9
Wiatr: +0,3 m/s
| Poz. | Zawodnik           | Narodowość        | Rezultat | Uwagi |
| ---- | ------------------ | ----------------- | -------- | ----- |
| 1    | Larry Burton       | Stany Zjednoczone | 20,80    | Q     |
| 2    | Lucien Sainte-Rose | Francja           | 21,09    | Q     |
| 3    | Bevan Smith        | Nowa Zelandia     | 21,17    | Q     |
| 4    | Philippe Clerc     | Szwajcaria        | 21,32    | Q     |
| 5    | Tukal Mokalam      | Filipiny          | 21,81    |       |
| 6    | William Dralu      | Uganda            | 21,87    |       |
| –    | Larmeck Mukonde    | Zambia            | DNS      |       |

### Ćwierćfinały
Rozegrano pięć biegów ćwierćfinałowych. Do półfinałów awansowało po trzech najlepszych zawodników z każdego biegu (Q) oraz jeden z najlepszym czasem spośród pozostałych (q)..

#### Bieg 1
Wiatr: +2,2 m/s
| Poz. | Zawodnik           | Narodowość     | Rezultat | Uwagi |
| ---- | ------------------ | -------------- | -------- | ----- |
| 1    | Wałerij Borzow     | ZSRR           | 20,30 w  | Q     |
| 2    | Manfred Ommer      | RFN            | 20,53 w  | Q     |
| 3    | Jiří Kynos         | Czechosłowacja | 20,68 w  | Q     |
| 4    | René Metz          | Francja        | 20,83 w  |       |
| 5    | Jimmy Sierra       | Kolumbia       | 20,87 w  |       |
| 6    | Omar Chokhmane     | Maroko         | 21,00 w  |       |
| 7    | Guillermo González | Portoryko      | 21,10 w  |       |
| –    | Mike Sands         | Bahamy         | DNS      |       |

#### Bieg 2
Wiatr: +0,8 m/s
| Poz. | Zawodnik          | Narodowość        | Rezultat | Uwagi |
| ---- | ----------------- | ----------------- | -------- | ----- |
| 1    | Jaroslav Matoušek | Czechosłowacja    | 20,65    | Q,    |
| 2    | Chuck Smith       | Stany Zjednoczone | 20,66    | Q     |
| 3    | Ainsley Armstrong | Trynidad i Tobago | 21,00    | Q     |
| 4    | Bevan Smith       | Nowa Zelandia     | 21,04    |       |
| 5    | George Daniels    | Ghana             | 21,10    |       |
| 6    | Andrés Calonge    | Argentyna         | 21,11    |       |
| 7    | Markku Juhola     | Finlandia         | 21,19    |       |
| 8    | Sunil Gunawardene | Cejlon            | 21,31    |       |

#### Bieg 3
Wiatr: +0,3 m/s
| Poz. | Zawodnik           | Narodowość        | Rezultat | Uwagi |
| ---- | ------------------ | ----------------- | -------- | ----- |
| 1    | Larry Burton       | Stany Zjednoczone | 20,68    | Q     |
| 2    | Martin Jellinghaus | RFN               | 20,70    | Q     |
| 3    | Siegfried Schenke  | NRD               | 20,79    | Q     |
| 4    | Philippe Clerc     | Szwajcaria        | 20,82    |       |
| 5    | Edwin Roberts      | Trynidad i Tobago | 20,99    |       |
| 6    | Pasqualino Abeti   | Włochy            | 21,00    |       |
| 7    | Ladislav Kříž      | Czechosłowacja    | 21,46    |       |
| –    | James Addy         | Ghana             | DSQ      |       |

#### Bieg 4
Wiatr: +0,4 m/s
| Poz. | Zawodnik           | Narodowość        | Rezultat | Uwagi |
| ---- | ------------------ | ----------------- | -------- | ----- |
| 1    | Larry Black        | Stany Zjednoczone | 20,28    | Q     |
| 2    | Don Quarrie        | Jamajka           | 20,43    | Q     |
| 3    | Bruno Cherrier     | Francja           | 20,62    | Q     |
| 4    | Uładzimir Ławiecki | ZSRR              | 20,83    |       |
| 5    | Motsapi Moorosi    | Lesotho           | 20,90    |       |
| 6    | Su Wen-ho          | Tajwan            | 21,47    |       |
| 7    | Audun Garshol      | Norwegia          | 25,30    |       |
| –    | Dan Amuke          | Kenia             | DNS      |       |

#### Bieg 5
Wiatr: +1,2 m/s
| Poz. | Zawodnik           | Narodowość         | Rezultat | Uwagi |
| ---- | ------------------ | ------------------ | -------- | ----- |
| 1    | Pietro Mennea      | Włochy             | 20,47    | Q     |
| 2    | Hans-Joachim Zenk  | NRD                | 20,59    | Q     |
| 3    | Richard Hardware   | Jamajka            | 20,76    | Q     |
| 4    | Lucien Sainte-Rose | Francja            | 20,76    | q     |
| 5    | Francisco García   | Hiszpania          | 20,77    | [ 4 ] |
| 6    | Trevor James       | Trynidad i Tobago  | 21,34    |       |
| 7    | Brian Green        | Wielka Brytania    | 21,41    |       |
| –    | Sammy Monsels      | Gujana Holenderska | DNF      |       |

### Półfinały
Rozegrano dwa biegi półfinałowe. Do finału awansowało po czterech najlepszych zawodników z każdego biegu (Q).

#### Bieg 1
Wiatr: +0,4 m/s
| Poz. | Zawodnik           | Narodowość        | Rezultat | Uwagi |
| ---- | ------------------ | ----------------- | -------- | ----- |
| 1    | Wałerij Borzow     | ZSRR              | 20,74    | Q     |
| 2    | Larry Burton       | Stany Zjednoczone | 20,78    | Q     |
| 3    | Chuck Smith        | Stany Zjednoczone | 20,86    | Q     |
| 4    | Siegfried Schenke  | NRD               | 20,99    | Q     |
| 5    | Jaroslav Matoušek  | Czechosłowacja    | 20,99    |       |
| 6    | Manfred Ommer      | RFN               | 21,08    |       |
| 7    | Lucien Sainte-Rose | Francja           | 21,42    |       |
| –    | Don Quarrie        | Jamajka           | DNF      |       |

#### Bieg 2
Wiatr: –3,1 m/s
| Poz. | Zawodnik           | Narodowość        | Rezultat | Uwagi |
| ---- | ------------------ | ----------------- | -------- | ----- |
| 1    | Larry Black        | Stany Zjednoczone | 20,36    | Q     |
| 2    | Pietro Mennea      | Włochy            | 20,52    | Q     |
| 3    | Hans-Joachim Zenk  | NRD               | 20,63    | Q     |
| 4    | Martin Jellinghaus | RFN               | 20,75    | Q     |
| 5    | Jiří Kynos         | Czechosłowacja    | 20,88    |       |
| 6    | Ainsley Armstrong  | Trynidad i Tobago | 21,13    |       |
| 7    | Bruno Cherrier     | Francja           | 21,15    |       |
| 8    | Richard Hardware   | Jamajka           | 21,24    |       |

### Finał
Wiatr: 0,0 m/s
| Poz. | Zawodnik           | Narodowość        | Rezultat | Uwagi |
| ---- | ------------------ | ----------------- | -------- | ----- |
| 1    | Wałerij Borzow     | ZSRR              | 20,00    | [ 5 ] |
| 2    | Larry Black        | Stany Zjednoczone | 20,19    |       |
| 3    | Pietro Mennea      | Włochy            | 20,30    |       |
| 4    | Larry Burton       | Stany Zjednoczone | 20,37    |       |
| 5    | Chuck Smith        | Stany Zjednoczone | 20,55    |       |
| 6    | Siegfried Schenke  | NRD               | 20,56    |       |
| 7    | Martin Jellinghaus | RFN               | 20,65    |       |
| 8    | Hans-Joachim Zenk  | NRD               | 21,05    |       |